# União das Freguesias de Felgar e Souto da Velha
Die União das Freguesias de Felgar e Souto da Velha, kurz Felgar e Souto da Velha ist eine Gemeinde (Freguesia) im Kreis (Concelho) von Torre de Moncorvo im Nordosten Portugals.

## Geschichte
Die Gemeinde entstand im Zuge der Gebietsreform vom 29. September 2013, durch die Zusammenlegung der ehemaligen Gemeinden Felgar und Souto da Velha. Felgar wurde Sitz der neuen Verwaltung.

## Demographie
| Freguesia | Freguesia               | Freguesia | Freguesia       | ehemalige Freguesias | ehemalige Freguesias | ehemalige Freguesias | ehemalige Freguesias |
| --------- | ----------------------- | --------- | --------------- | -------------------- | -------------------- | -------------------- | -------------------- |
| Wappen    | Freguesia               | Einwohner | Fläche in (km²) | Wappen               | Freguesia            | Einwohner            | Fläche in (km²)      |
|           | Felgar e Souto da Velha | 860       | 46,93           |                      | Felgar               | 954                  | 34,49                |
|           | Felgar e Souto da Velha | 860       | 46,93           | Souto da Velha       | 93                   | 12,45                |                      |